# الیوت سورین
الیوت سورین (انگلیسی: Eliott Sorin؛ زادهٔ ۱ مارس ۱۹۹۳) بازیکن فوتبال اهل فرانسه است.
از باشگاه‌هایی که در آن بازی کرده‌است می‌توان به باشگاه فوتبال هلسینگبورگس و باشگاه فوتبال دیژون اشاره کرد.
وی همچنین در تیم‌های ملی فوتبال زیر ۱۷ سال فرانسه و زیر ۱۸ سال فرانسه بازی کرده‌است.